# ميشيل كاميلو
ميشيل كاميلو هو كاتب أغاني وملحن وعازف بيانو دومينيكاني، ولد في 4 أبريل 1954 في سانتو دومينغو في جمهورية الدومينيكان.

## وصلات خارجية
- الموقع الرسمي
- ميشيل كاميلو على موقع IMDb (الإنجليزية)
- ميشيل كاميلو على موقع ميوزك برينز (الإنجليزية)
- ميشيل كاميلو على موقع أول ميوزيك (الإنجليزية)
- ميشيل كاميلو على موقع ديسكوغز (الإنجليزية)
- ميشيل كاميلو على موقع قاعدة بيانات الفيلم (الإنجليزية)